# Kaiseraugst
Kaiseraugst é um município no distrito de Rheinfelden no cantão de Aargau, na Suíça. É nomeado pela antiga cidade romana de Augusta Ráurica cujas ruínas estão situadas nas proximidades.